# Robert H. Planck
Robert Herbert Planck (* 19. August 1902 in Huntington, Indiana; † 31. Oktober 1971 in Camarillo, Kalifornien) war ein US-amerikanischer Kameramann.

## Leben
Robert H. Planck begann 1929 seine Karriere als Kameramann in Hollywood, wo er während der 1930er Jahre für verschiedene Produktionsfirmen tätig war. 1939 wurde er von MGM fest angestellt und setzte daraufhin eine Reihe von prestigeträchtigen Filmen in Szene, darunter allein sieben Filme mit Joan Crawford: Die wunderbare Rettung (1940), Susan und der liebe Gott (1940), Die Frau mit der Narbe (1941), When Ladies Meet (1941), Reunion in France (1942), Gefährliche Flitterwochen (1943) und Herzen im Fieber (1953). Durch seine Anstellung beim Glamour-Studio MGM arbeitete er häufig unter der Leitung von namhaften Regisseuren wie King Vidor, Frank Borzage, George Cukor, Mervyn LeRoy, Fred Zinnemann, Vincente Minnelli, Stanley Donen oder auch Fritz Lang.
Im Laufe der Jahre erhielt Planck vier Oscar-Nominierungen in der Kategorie Beste Kamera: für George Sidneys Filmmusical Urlaub in Hollywood (1945), für die beiden Literaturverfilmungen Die drei Musketiere (1948) und Kleine tapfere Jo (1949) sowie für das Filmmusical Lili (1953). Von 1960 bis 1966 war er Kameramann von 216 Folgen der US-amerikanischen Fernsehserie Meine drei Söhne mit Fred MacMurray in der Hauptrolle. Danach zog er sich aus dem Showgeschäft zurück.
Er starb 1971 im Alter von 69 Jahren in Camarillo und wurde im Forest Lawn Memorial Park in Los Angeles beigesetzt. Seine Frau Sylvia (1905–2003) überlebte ihn um 32 Jahre.

## Filmografie (Auswahl)
- 1930: The Bat Whispers
- 1934: Unser tägliches Brot (Our Daily Bread)
- 1935: Mädchen von heute (Red Salute)
- 1936: Der Letzte der Mohikaner (The Last of the Mohicans)
- 1937: Unter vier Augen (This Is My Affair)
- 1937: Hoheit flirtet (Thin Ice)
- 1938: Always Goodbye
- 1939: Der Mann mit der eisernen Maske (The Man in the Iron Mask)
- 1940: Die wunderbare Rettung (Strange Cargo)
- 1940: Susan und der liebe Gott (Susan and God)
- 1940: Escape
- 1941: Die Frau mit der Narbe (A Woman’s Face)
- 1941: When Ladies Meet
- 1942: We Were Dancing
- 1942: Schiff ahoi! (Ship Ahoi!)
- 1942: Her Cardboard Lover
- 1942: Die Spur im Dunkel (Eyes in the Night)
- 1942: Reunion in France
- 1943: Gefährliche Flitterwochen (Above Suspicion)
- 1943: Girl Crazy
- 1944: The Heavenly Body
- 1944: The White Cliffs of Dover
- 1944: Das Gespenst von Canterville (The Canterville Ghost)
- 1945: Urlaub in Hollywood (Anchors Aweigh)
- 1945: Weekend im Waldorf (Week-End at the Waldorf)
- 1947: Ihre beiden Verehrer (It Happened in Brooklyn)
- 1947: Liebe in Fesseln (Cass Timberlane)
- 1948: Die drei Musketiere (The Three Musketeers)
- 1948: Liebe an Bord (Luxury Liner)
- 1949: Kleine tapfere Jo (Little Women)
- 1949: Madame Bovary und ihre Liebhaber (Madame Bovary)
- 1949: Frauen um Dr. Corday (The Doctor and the Girl)
- 1950: Drei Männer für Alison (Please Believe Me)
- 1950: Summer Stock
- 1951: Königliche Hochzeit (Royal Wedding)
- 1951: Hübsch, jung und verliebt (Rich Young and Pretty)
- 1951: Karneval in Texas (Texas Carnival)
- 1952: Die Schönste von New York (The Belle of New York)
- 1953: Lili
- 1953: Skandal um Patsy (Scandal at Scourie)
- 1953: Herzen im Fieber (Torch Song)
- 1953: Eine Leiche auf Rezept (Remains to Be Seen)
- 1953: Overture to The Merry Wives of Windsor (Kurzfilm)
- 1954: Symphonie des Herzens (Rhapsody)
- 1954: Athena
- 1955: Des Königs Dieb (The King’s Thief)
- 1955: Das Schloß im Schatten (Moonfleet)
- 1956: Diane – Kurtisane von Frankreich (Diane)
- 1956: Gaby
- 1957: Das nackte Gesicht (The Young Stranger)
- 1957: Ein Herzschlag bis zur Ewigkeit (Jeanne Eagels)

## Auszeichnungen
- 1946: Oscar-Nominierung in der Kategorie Beste Kamera zusammen mit Charles P. Boyle für Urlaub in Hollywood
- 1949: Oscar-Nominierung in der Kategorie Beste Kamera für Die drei Musketiere
- 1950: Oscar-Nominierung in der Kategorie Beste Kamera zusammen mit Charles Edgar Schoenbaum für Kleine tapfere Jo
- 1954: Oscar-Nominierung in der Kategorie Beste Kamera für Lili